# Síndrome de disàrtria amb mà maldestra
La síndrome de disàrtria amb mà maldestra (SDMM) és un quadre clínic en neurologia, que sol produir-se en el context d'un infart cerebral lacunar (àrea d'infart inferior a 1,5 cm). L'SDMM va ser descrita per primera vegada pel neuròleg canadenc Charles Miller Fisher el 1967.

## Freqüència
En un estudi de registre prospectiu amb 2500 pacients, es van identificar 35 pacients amb SDMM. Això correspon a una freqüència de l'SDMM de l'1,6% en relació amb tots els ictus, l'1,9% en relació amb tots els infarts cerebrals isquèmics i el 6,1% en relació amb tots els infarts cerebrals lacunars.

## Quadre clínic
L'SDMM es caracteritza per disàrtria sense disfàsia (sense afectació del llenguatge); debilitat facial (com una paràlisi facial lleu, una parèsia) "central" unilateral; i amb mà maldestra ipsilateral (del mateix costat que la parèsia) que apareix com una atàxia (amb manca de coordinació del moviment per arribar a una posició prevista amb la mà o dismetria, alteració de la capacitat de realitzar moviments ràpids i contraposats o disdiadococinèsia).

## Causa
Els ictus lacunars són, amb diferència, la causa més freqüent de l'SDMM. Les causes menys freqüents són l'infart cerebral no lacunar, les hemorràgies cerebrals i les infeccions. El lloc del dany sol ser la protuberància (part paramediana rostral), una secció a la tija cerebral, o la càpsula interna (principalment crus anterius o genu).